# За высокой стеной
«За высокой стеной» (англ. Behind the High Wall) — фильм нуар режиссёра Эбнера Бибермана, который вышел на экраны в 1956 году.
В этом фильме трое заключённых, осуждённых за ограбление, осуществляют побег из тюрьмы, захватывая в качестве заложников начальника тюрьмы Фрэнка Кармайкла (Том Талли) и автомеханика Джонни Хатчинса (Джон Гэвин). Однако во время побега их машина попадает в аварию, в которой гибнут все трое заключённых. После этого Кармайкл присваивает деньги банды, скрывая ключевую улику, в результате чего Хатчинса приговаривают к смертной казни.
Фильм удостоился сдержанно-положительных отзывов критики, однако не имел широкого успеха в прокате.

## Сюжет
На протяжении шести месяцев Фрэнк Кармайкл (Том Талли) исполняет обязанности начальника тюрьмы, ожидая официального назначения на эту должность. На тюремном совете, который должен утвердить Фрэнка, его критикуют за перерасход средств. На это Фрэнк раздражённо отвечает, что проводит важные реформы по улучшению условий содержания в тюрьме, что в итоге должно привести к сокращению расходов и уменьшению недовольства со стороны заключённых. Далее он требует утвердить его в должности, так как имеет все основания на неё претендовать, и кроме того, утверждение положительно скажется на результатах его работы. Тем не менее, недовольные тоном выступления Фрэнка, члены совета покидают заседание, обещая сообщить ему о своём решении к концу недели. Оставшись с Фрэнком наедине, представитель городского совета Джим Харди (Пол Кист) выражает сожаление по поводу того, что заседание прошло не так, как они предполагали. Фрэнк приезжает домой, где его встречает жена Хильда (Сильвия Сидни) с шампанским, предполагая, что они отметят его назначение, однако Фрэнк сообщает, что решение принято не было. После того, как Хильду несколько лет назад сбила машина, она прикована к креслу-каталке. Однако между ней и Фрэнком сохраняются любовные и доверительные отношения, и она переживает по поводу того, что доставляет мужу неудобства своей инвалидностью. Она также переживает за его карьеру, хотя Фрэнк говорит, что готов продолжить службу в тюрьме и на своей прежней должности главного надзирателя.
В этот момент Фрэнку сообщают по телефону о том, что в тюрьме начались беспорядки. Фрэнк немедленно выходит из дома и садится за руль автомобиля, и в этот момент с заднего сиденья ему приставляет к голове револьвер Рой Беркхардт (Никки Блейр), брат заключённого Карла Беркхардта (Джон Берадино), требуя ехать в тюрьму. Они въезжают в главные ворота, где трое заключённых в спровоцированной ими суматохе предпринимают попытку побега. Они бегут к машине Фрэнка, однако одного из них, Уильяма Кайли (Джон Ларч) надзиратели ранят, и он остаётся лежать на тюремном дворе. Двое других, Карл Беркхардт и Джордж Миллер (Рэйфорд Барнс), успевают сесть в машину Фрэнка и, прикрываясь начальником тюрьмы, которого видят в салоне его подчинённые, вырываются через главные ворота за пределы тюрьмы. В соответствии с разработанным Роем планом, они доезжают до автомастерской, где прячут машину Фрэнка. Начальник тюрьмы пытается бежать, однако преступники ловят и бьют его, в результате чего он теряет сознание. Его перетаскивают в фургон автомастерской, после чего находят механика Джонни Хатчинса (Джон Гэвин), которого Рой вызвал якобы для важного разговора. Они заставляют Джонни сесть за руль фургона и уезжают.
Тем временем владелец мастерской Тодд Макгрегор (Дон Беддоу) и его дочь Энн (Бетти Линн), у которой с Джонни роман, по прибытии в мастерскую с удивлением обнаруживают исчезновение Джонни вместе с фургоном. Услышав по радио сообщение о тюремном побеге, они, опасаясь неладного, срочно сообщают об исчезновении Джонни и фургона в полицию. Некоторое время спустя Фрэнк приходит себя, понимая, что находится на заднем сидении фургона с заключёнными, который под управлением Джонни несётся по шоссе. В этот момент фургон замечает патрульный полицейский на мотоцикле, который получил информацию, переданную Макгрегором. Он начинает преследовать беглецов, и Беркхардт открывает по нему огонь. Полицейский вылетает с трассы и разбивается, однако почти тут же машина с беглецами на полном ходу сваливается в глубокую канаву и переворачивается. Фрэнк с трудом выбирается из перевёрнутого фургона, видя, что Рой и Миллер мертвы, а Карл с портфелем пытается бежать. Фрэнк находит в салоне пистолет и стреляет в Карла, а затем в ходе короткой перестрелки убивает его. Карл падает и роняет портфель, из которого разлетаются по ветру пачки с деньгами. Фрэнк выбегает на шоссе, пытаясь остановить кого-либо и сообщить о случившемся, однако затем возвращается назад, собирает деньги в подвернувшуюся бумагу и закапывает их поблизости. В этот момент он замечает, что Джонни жив, хотя и серьёзно ранен. Прибывшая полиция доставляет обоих в госпиталь, где Джонни помещают в отдельную палату. Несмотря на травму головы, Джонни сразу же подвергают жёсткому допросу, подозревая, что он является одним из организаторов побега. Джонни настаивает на том, что ничего не знал о побеге, а приехал в мастерскую для встречи с Роем, который обещал ему помочь с открытием собственной автомастерской. Чтобы получить необходимое финансирование, Джонни подготовил и привёз с собой на встречу чертёж мастерской, однако полиция не смогла его обнаружить на месте аварии. Подтвердить показания Джонни мог бы только Рой, однако тот погиб. Что же касается Фрэнка, то он большую часть пути был без сознания, и потому может только подтвердить, что Джонни был за рулём фургона. Вскоре приезжает Хильда, которая увозит Фрэнка домой. Затем появляются Энн и Тодд, которым сообщают, что Джонни арестован по подозрению в организации побега и соучастии в убийстве полицейского, который преследовал фургон.
В автомобиле по пути домой Хильда и Фрэнк слышат по радио сообщение о его подвиге, после чего Хильда заявляет, что теперь Фрэнка точно назначат начальником тюрьмы. Однако Фрэнк вскоре рассказывает жене о том, что спрятал на месте аварии около 100 тысяч долларов, которые принадлежали бандитам, и на эти деньги они смогут воплотить в жизнь все свои мечты. Хильда сначала не верит мужу, а затем приходит в крайнее волнение. Она требует сдать деньги властям, однако Фрэнк оказывается. Тем временем Энн, которая любит Джонни и готова пожертвовать ради него всем, находит для него адвоката, своего старого ухажёра Чарли Рейнса (Эд Кеммер), который соглашается защищать Джонни в суде. На суде Джонни повторяет свою версию о том, что оказался втянутым в это дело вопреки своему желанию, просто придя в мастерскую обсудить с Роем вопрос о финансировании собственной мастерской. Чертёж мастерской, который Джонни принёс на встречу с Роем, снял бы с него обвинения, однако его так и не нашли. Фрэнк не может подтвердить, что Джонни был втянут в побег насильно, так как в тот момент находился без сознания, и впоследствии видел только, как Джонни управлял автомобилем. А Кайли, который остался жив, свидетельствует, что Рой нанял Джонни в качестве водителя. В результате Джонни приговаривают к смертной казни, однако Энн и Чарли продолжают за него бороться и подают апелляцию.
На следующий день Фрэнка утверждают в должности начальника тюрьмы, и он говорит Хильде, что планирует поработать в этой должности год, а затем уйти в отставку и наслаждаться жизнью вместе с ней. Вечером к Кармайклам домой приходит Энн, умоляя Фрэнка вспомнить какие-либо подробности, которые позволили бы подкрепить апелляцию по делу Джонни. Фрэнк однако отвечает, что к сказанному ранее ему добавить нечего. Хильда сочувствует Энн, однако ради мужа ничего не говорит про спрятанные деньги. Энн благодарит Кармайклов за то, что выслушали её, и сообщает, что поедет на место аварии в надежде обнаружить там чертёж Джонни. После её ухода Фрэнк быстро собирается и сам едет на место аварии, чтобы откопать и перепрятать деньги. Достав деньги, Фрэнк видит, что завернул их в тот самый чертёж, о котором говорил Джонни. Фрэнк понимает, что передав чертёж властям, он спасёт жизнь Джонни, но разрушит собственную. По прибытии домой он прячет деньги вместе с чертежом в своём кабинете, не замечая, что Хильда следит за ним. На следующий день Джонни доставляют в тюрьму, где Фрэнк даёт поручение вопреки принятой практике поместить его в камеру с обычными заключёнными и разрешить ежедневные свидания с Энн, которая поддерживает его моральный дух. Во время очередного визита Энн сообщает, что, по словам Чарли, если нанять влиятельного криминального адвоката, то, он, возможно, добьётся отмены обвинительного приговора, но это обойдётся в 5 тысяч долларов. Энн просит помощи у отца, но Тодд отказывается дать деньги, так как не верит в то, что это поможет. Вскоре Фрэнк неожиданно приходит домой к Макгрегорам, и в присутствии Чарли заявляет, что уверен в том, что Джонни не виновен. После этих слов Тодд соглашается выделить деньги на адвоката.
Тем временем в тюрьме Кайли выходит на Джонни и предлагает организовать совместный побег в обмен на половину от 100 тысяч долларов Беркхардта, которые, как убеждён Кайли, Джонни успел спрятать перед своим арестом. Узнав о деньгах, Джонни немедленно приходит на приём к Фрэнку, заявляя, что Кайли специально дал ложные показания в суде, чтобы затем заставить Джонни поделиться спрятанными деньгами. В ходе разговора Джонни вдруг понимает, что чертёж по всей видимости попал к тому, кто завладел деньгами, и когда Фрэнк вспоминает про портфель, Джонни догадывается, что деньги спрятал Фрэнк. В порыве ярости он набрасывается на Фрэнка, однако его оттаскивает охрана, а Фрэнк приказывает посадить его в одиночную камеру и лишить всех привилегий. Энн через Хильду пытается облегчить положение Джонни и получить разрешение на свидания, однако раздражённый Фрэнк отказывается слушать просьбы жены. Он заявляет, что Джонни догадался о деньгах, и теперь им придётся уехать как можно скорее, однако Хилда уговаривает мужа проявить спокойствие и не предпринимать ничего, не посоветовавшись с ней. После ухода Фрэнка она берёт ключ от его рабочего стола, где лежат деньги и чертёж.
Устроив неразбериху в тюрьме, Кайли нейтрализует надзирателя, переодевается в его форму, пробирается к Джонни в одиночную камеру, оглушает и раздевает ещё одного надзирателя, после чего они вдвоём в униформе, не привлекая к себе внимания, спокойно выходят через служебный вход тюрьмы. Тем временем Энн узнаёт от Чарли, что новый адвокат добился повторного рассмотрения дела Джонни в суде. Джонни ведёт Кайли в автомастерскую, где якобы спрятаны деньги, однако по прибытии туда заявляет, что деньги находятся у Фрэнка. Тем временем тюремная охрана и полиция идут по следу беглецов, предполагая, что они могли укрыться в автомастерской у дома Макгрегоров. Фрэнк даёт разрешение стрелять по беглецам, которых уже окружили в одном из гаражей. Дома Хильда говорит мужу, что рано или поздно Джонни всё расскажет, и потому она нашла и уничтожила его чертёж, чтобы таким образом защитить Фрэнка. Однако Фрэнк вдруг понимает, насколько низко он пал. Он заявляет жене, что они никогда не будут счастливы с этими деньгами, так всегда будут помнить о том, что те достались им ценной жизни невиновного человека. Хильда поддерживает мужа, после чего они говорят друг другу о своей любви, и Фрэнк отправляется к гаражу у дома Макгрегоров.
Вокруг гаража уже развёрнуты полицейские силы, и главный надзиратель требует, чтобы Джонни и Кайли выходили с поднятыми руками, в противном случае угрожая открыть огонь. Когда полицейские начинают стрелять, появляется Фрэнк. Взяв мегафон, он выходит вперёд и заявляет о том, что Джонни не виновен в организации побега, так как действовал под принуждением, а также сообщает, что на месте аварии нашёл и спрятал деньги, которые были завёрнуты в тот самый чертёж мастерской, о котором говорил Джонни. После этого по просьбе Фрэнка Кайли даёт возможность выйти Джонни из гаража. Кайли выбрасывает оружие, а Джонни идёт навстречу Фрэнку. В этот момент Кайли за рулём автомобиля на огромной скорости разбивает ворота, и, сбив Фрэнка, пытается прорваться через полицейское оцепление, однако по машине открывают шкальный огонь. В результате машина теряет управление и врезается в дерево, а Кайли гибнет. Энн обнимает Джонни, в то время как удовлетворённый Фрэнк умирает на руках у Хильды.

## В ролях
- Том Талли — начальник тюрьмы Кармайкл
- Сильвия Сидни — Хильда Камайкл
- Бетти Линн — Энн Макгрегор
- Джон Гэвин — Джонни Хатчинс
- Дон Беддоу — Тодд Макгрегор
- Джон Ларч — Уильям Кайли
- Барни Филлипс — Том Ренолдс
- Эд Кеммер — Чарли Рэйнс
- Джон Берадино — Карл Беркхардт
- Рэйфорд Барнс — Джордж Миллер
- Никки Блейр — Рой Беркхардт
- Дэвид Гарсия — Морган
- Питер Лидс — первый детектив
- Джеймс Хайлэнд — второй детектив

## Создатели фильма и исполнители главных ролей
В рецензии на сайте Noir of the Week обращается внимание на «интересный актёрский состав» фильма. Так, «бывший секс-символ Сильвия Сидни — через много лет после своих ролей 1930-х годов в фильмах Фритца Ланга и Хичкока — выглядит так, как будто бы каждая сигарета, которую она выкурила с тех пор, забрала у неё маленькую долю красоты, что привело к тому, что её почти невозможно узнать в этом фильме». Как отмечается в рецензии, «она ранее уже играла в тюремных фильмах. В 1930-е годы она сыграла главные роли в таких заметных криминальных мелодрамах», как «Городские улицы» (1931), «Ярость» (1936), «Жизнь даётся один раз» (1937), «Тупик» (1937) и «Ты и я» (1938), после чего сосредоточилась на сцене и телевидении, редко появляясь на большом экране.
Как далее отмечено в рецензии Noir of the Week, "Том Талли редко играл главные роли. Наверное, лучше всего помнят по роли в фильме «Бунт на „Кейне“» (1954), который принёс ему номинацию на «Оскар». Поклонники нуара также знают его как несчастного отца Джин Тирни в фильме «Там, где кончается тротуар» (1950)".
Фильм стал первым в карьере Джона Гэвина, в котором он сыграл под этим именем. В начале года он дебютировал на экране в вестерне «Острый край» (англ. Raw Edge), однако там его имя было указано как Джон Гилмор (англ. John Gilmore). Настоящее имя Гэвина — Джон Голинор (англ. John Golenor). Как отметил рецензент Noir of the Week, «это первая содержательная кинороль Гэвина». По мнению многих киноведов, свои самые памятные роль Гэвин сыграл в 1960 году в триллере Альфреда Хичкока «Психо» и в исторической драме Стенли Кубрика «Спартак». В 1969 году Гэвина утвердили на роль Джеймса Бонда в фильме «Бриллианты навсегда» (1970) после того, как ушёл Джордж Лэзенби. Однако в последний момент Шон Коннери решил снова сыграть Бонда, и в итоге «Гэвин получил оплату, но так никогда и не получил эту роль». Позднее при Рейгане он был Послом США в Мексике.
Фильм стал дебютным для актёра Эда Кеммера (англ.  Ed Kemmer).

## История создания фильма
Фильм основан на том же рассказе, что и фильм Universal Pictures «Большой парень» (1939), который поставил Артур Любин, а главные роли в нём сыграли Виктор Маклаглен и Джекки Купер.
Рабочее название этого фильма — «Никакая сила на Земле» (англ.  No Power on Earth).
Съёмки фильма частично проходили на натуре в Центре содержания заключённых Sheriff’s Wayside Honor Rancho в Кастаике (англ.  Castaic), Калифорния.

## Оценка фильма критикой

### Общая оценка фильма
Рецензент Noir of the Week отмечает, что это «вполне достойный фильм, даже несмотря на его дешёвое производственные качества». Когда в начале фильма начальник тюрьмы начинает рассуждать о том, что хорошее восстановление и питание являются «ключом к тому, чтобы сделать заключённых счастливыми», возникает опасение, что фильм «превратится в очередную сентиментальную поделку о начальнике тюрьмы с золотым сердцем, который помогает несправедливо осуждённым» подобно тому, как это показано в фильмах «Осуждённый» (1950) или «Замок на Гудзоне» (1940). Однако, «к счастью, этот фильм перебрасывает историю за тюремную стену и рассказывает о начальнике тюрьмы, который не столь хорош, как кажется». Вместе с тем, по мнению рецензента, «фильм был бы намного лучше, если бы жена начальника тюрьмы (Сильвия Сидни) хотела бы, чтобы муж сохранил деньги. Вместо этого она играет очевидную роль совести своего мужа… Фильм в итоге приходит к роковому финалу, но удовлетворение было бы больше, если бы не было никакого искупления».

### Оценка актёрской игры
Критики обращают внимание на игру Талли в роли начальника тюрьмы Кармайкла, который крадёт деньги погибших бандитов, а также Джона Гэвина в роли заключённого, которого приговаривают к смертной казни после того, как Кармайкл возлагает на него вину за убийство надзирателя. Хэл Эриксон выделяет также игру Сильвии Сидни в роли жены-инвалида Кармайкла и Бетти Линн в роли страдающей невесты Джонни. По мнению Noir of the Week, в роли одного из уголовников хорош Джон Ларч.